# Зоркий-3С
«Зо́ркий-3С» — советский дальномерный фотоаппарат, выпускался Красногорским механическим заводом с 1955 по 1956 год. Разработан на основе камеры «Зоркий-3М».
Основные отличия от фотоаппарата «Зоркий-3М»: добавлен кабельный синхроконтакт с регулятором упреждения синхронизации, изменена форма верхней крышки, изменённая кнопка включения обратной перемотки плёнки.
Фотоаппаратов «Зоркий-3С» было выпущено 45.572 шт.

## Технические характеристики
- Тип применяемого фотоматериала — перфорированная фотокиноплёнка шириной 35 мм (фотоплёнка типа 135) в стандартных кассетах. Возможно применение двухцилиндровых кассет с раздвижной щелью.
- Размер кадра — 24×36 мм.
- Корпус — литой из алюминиевого сплава, со съёмной задней стенкой.
- Головка перемотки плёнки сблокирована с взводом затвора.
- Фотографический затвор шторный, с горизонтальным движением матерчатых шторок.
- Штатный объектив — «Юпитер-8» 2/50 или «Юпитер-17» 2/50. Крепление — резьбовое соединение M39×1/28,8.
- Видоискатель совмещён с дальномером, увеличение окуляра 1,15×, коррекция в пределах ±2 диоптрии.
- Диапазон выдержек от 1/1000 сек до 1 сек, «В» и «Д».
- Обойма для крепления сменного видоискателя и фотовспышки.
- Кабельный синхроконтакт с регулятором упреждения синхронизации.
- Автоспуск отсутствует.
- Резьба штативного гнезда — 3/8 дюйма.

## Дальнейшая модификация фотоаппарата «Зоркий-3С»

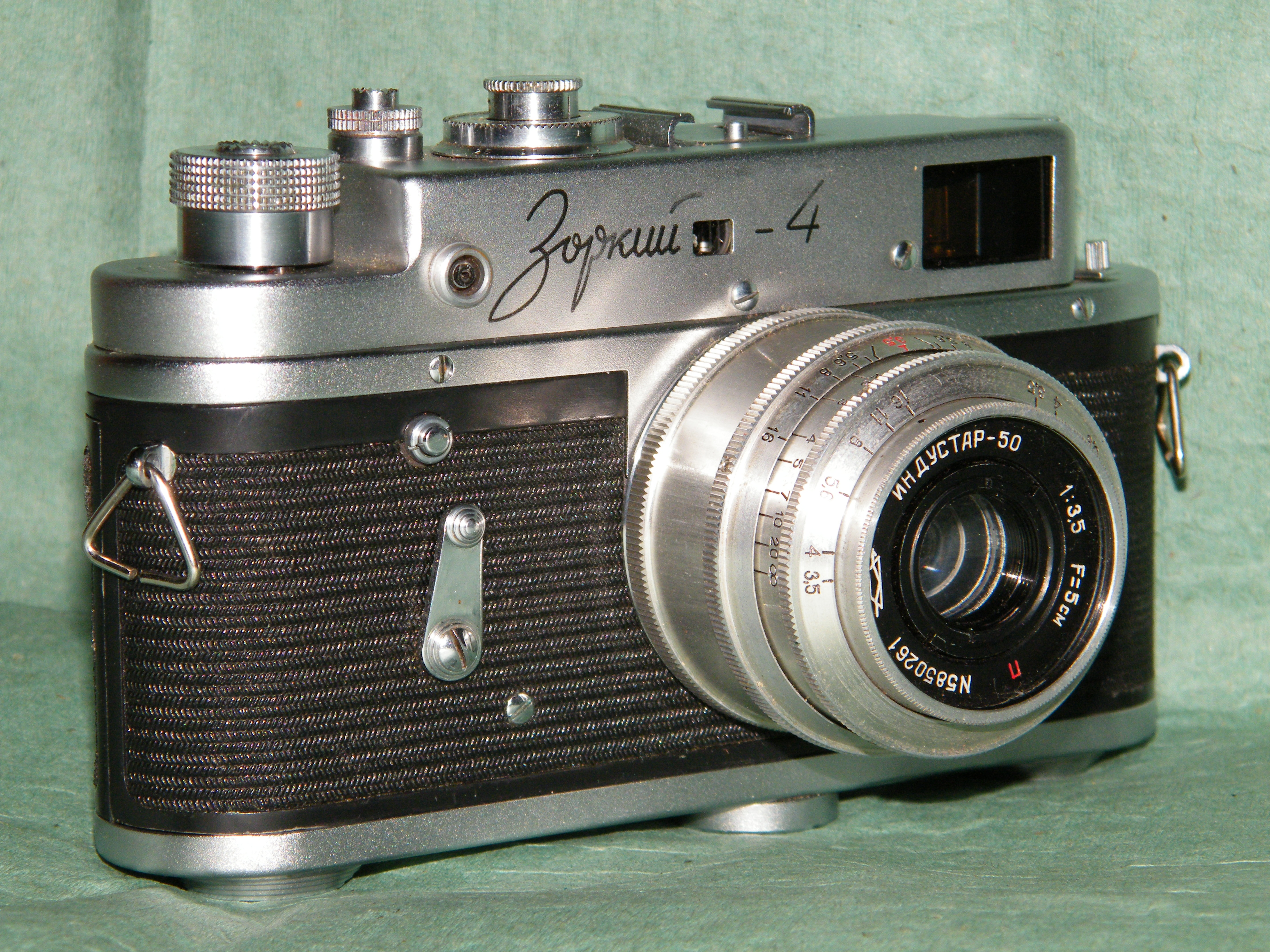
Фотоаппарат
«Зоркий-4»

Фотоаппарат «Зоркий-3С» после установки автоспуска стал именоваться «Зоркий-4».